# نبذة عن الدين البهائي
يقدم المخطط التالي نظرة عامة ودليل موضوعي للدين البهائي.
الديانة البهائية – يُعد من الأديان الحديثة نسبيًا، ويقوم على مبدأ الوحدة الأساسية لجميع الأديان وأصالة الإنسانية. أسّسه بهاء الله في الشرق الأوسط خلال القرن التاسع عشر، ويُقدَّر عدد أتباعه حول العالم اليوم بما يتراوح بين 5 إلى 8 ملايين شخص، يُعرفون باسم البهائيين.

## المعتقدات والممارسات

### التعاليم البهائية
التعاليم البهائية
- الله في الديانة البهائية
- الإيمان البهائي ووحدة الدين – الاعتقاد البهائي بأن العديد من ديانات العالم المختلفة قد كشف عنها الله كجزء من خطة واحدة تتكشف تدريجيًا
  - الوحي التدريجي (البهائي) – الاعتقاد البهائي بأن الله يكشف الحقيقة تدريجيًا من خلال المظاهر المتتالية لله
  - البهائية والزرادشتية
  - البهائية والهندوسية
  - البهائية والبوذية
  - محمد في الديانة البهائية
- تجليات الله (الدين البهائي) – الأفراد الذين يعتقد البهائيون أن الله أرسلهم لتأسيس التعاليم الدينية المناسبة لزمانهم ومكانهم، مثل بوذا وعيسى ومحمد.
- الإيمان البهائي والحياة بعد الموت
- علم الكونيات البهائي
- الإيمان بالدين البهائي
- وجهات نظر البهائية حول الخطيئة
- الاستشهاد في الديانة البهائية
- اللاأيقونية في الديانة البهائية – تحريم البهائية لصور الله أو ما يُنظر إليه على أنه مظاهر لله
- عهد بهاءالله
  - منتهك العهد
- آراء البهائية حول العلم

### المبادئ الاجتماعية البهائية
- الإيمان البهائي ووحدة البشرية – التعاليم البهائية بأن البشرية واحدة في الأساس ويجب أن تحقق حالة من الوحدة في التنوع
  - الديانة البهائية والأمريكيون الأصليون
  - النظام العالمي الجديد (البهائي)
  - المنظور البهائي لحقوق الإنسان الدولية
- الدين البهائي والمساواة بين الجنسين
- الإيمان البهائي والتعليم
- الإيمان البهائي واللغة المساعدة – التعاليم البهائية التي تنص على أن العالم يجب أن يتبنى لغة مساعدة عالمية بالإضافة إلى لغات الشعوب المختلفة لتسهيل وحدة البشرية
- التنمية الاجتماعية والاقتصادية والدين البهائي

### القوانين البهائية
القوانين البهائية – الممارسات الملزمة دينياً للبهائيين
- الصلاة في الدين البهائي – التعاليم البهائية حول الصلاة، بما في ذلك الصلاة اليومية الإلزامية والصلاة التعبدية (الصلاة العامة)
  - الصلوات البهائية الإلزامية
- عيد التسعة عشر يومًا هو تجمع لمجتمع بهائي محلي يحدث في اليوم الأول من كل شهر من التقويم البهائي
- حقوق الله – التزام البهائي بالتبرع للأموال البهائية التي تدعم أنشطة المجتمعات البهائية
- صيام تسعة عشر يومًا – فترة صيام يمارسها البهائيون من شروق الشمس إلى غروبها لمدة 19 يومًا مرة واحدة كل عام
- الزواج البهائي
- آراء البهائية حول المثلية الجنسية
- الحج البهائي

## تاريخ
تاريخ الدين البهائي – الأحداث من عام 1863 إلى الوقت الحاضر والتي كانت خلفيتها في حركتين سابقتين في القرن التاسع عشر، الشيخية والبابية
- الشيخية – حركة دينية إسلامية شيعية أسسها الشيخ أحمد (1753-1826)
- البابية – دين أسسه الباب عام 1844 ويعتبره البهائيون سلفًا للدين البهائي؛ انظر مخطط البابية
- الانقسام البهائي الأزلي – انقسام أتباع البابية إلى بهائيين، الذين قبلوا بهاء الله كشخصية تنبأت بها تعاليم البابية، وأزليين، الذين اتبعوا صبحي أزل
- نبوءات البهائية
- محاولات الانشقاق في الديانة البهائية
  - الديانة البهائية الأرثوذكسية
  - ليلاند جينسن
- رحلات عبد البهاء إلى الغرب
- مؤتمر الوحدة العالمية
- المؤتمر البهائي العالمي
- خطط التدريس البهائية
- إذاعة البهائية
- اضطهاد البهائيين
  - شهداء طهران السبعة
  - أعمال شغب مناهضة للبهائيين في أصفهان عام 1903
  - تصريحات حول اضطهاد البهائيين
  - البهائية 7
  - جدل حول بطاقة الهوية المصرية
- الديانة البهائية حسب البلد – تقدير أعداد البهائيين على مستوى العالم، حسب البلد، وحسب القارة، مع روابط لمقالات كاملة عن الديانة البهائية في البلدان والقارات الفردية
  - الدين البهائي في أفريقيا
  - الديانة البهائية في آسيا
  - الدين البهائي في أوروبا
  - الديانة البهائية في أمريكا الشمالية
  - الديانة البهائية في أوقيانوسيا
  - الديانة البهائية في أمريكا الجنوبية

## شخصيات مهمة

### الشخصيات المركزية
- الباب – مؤسس البابية، الذي يعتبره البهائيون سلفًا لدينهم
- بهاءالله – مؤسس الدين البهائي
- عبد البهاء – الخليفة المعين لبهاء الله

### شخصيات مؤثرة أخرى

#### المجموعات
- أفنان – أقارب الباب من جهة الأم
- رسل بهاء الله – تسعة عشر من الأتباع الأوائل البارزين لبهاء الله
- عائلة بهاءالله
- أيادي القضية – مجموعة مختارة من البهائيين، عُينوا مدى الحياة، وكانت وظيفتهم الرئيسية نشر وحماية الدين البهائي
- فرسان بهاء الله – لقب أطلقه حضرة شوقي أفندي على البهائيين الذين حملوا الدين البهائي إلى بلدان وأقاليم جديدة

#### أفراد بارزون
- شوقي أفندي – الرئيس المعين للدين البهائي من عام 1921 حتى وفاته في عام 1957، الملقب بالوصي
- بديع – الشاب البالغ من العمر 17 عامًا الذي سلم لوح بهاء الله إلى الشاه وقُتل لاحقًا
- النبيل الأعظم – مؤلف كتاب تاريخ البابية والبهائية المبكر المسمى "مُبَاعِدُو الفجر"
- مشكين قلم – خطاط عاش في عهد حضرة بهاءالله، ومصمم الاسم الأعظم
- ميرزا أبو الفضل – عالم بهائي سافر على نطاق واسع وألف العديد من الكتب عن الدين البهائي
- مارثا روت – معلمة بارزة متجولة للدين البهائي في أواخر القرن التاسع عشر وأوائل القرن العشرين
- روحية خانم – زوجة شوقي أفندي، التي عُينت يدًا للأمر

## النصوص والكتب المقدسة
- الأدب البهائي

### بواسطة الباب
- البيان الفارسي – أحد أهم الكتب المقدسة للباب، مؤسس البابية، والتي تحظى أيضًا بالتبجيل في الديانة البهائية
- البيان العربي – أحد أهم الكتب المقدسة للباب، مؤسس البابية، والتي تحظى أيضًا بالتبجيل في الديانة البهائية
- مختارات من كتابات الباب – كتاب يضم مقتطفات من أعمال الباب البارزة، جمعها بيت العدل الأعظم، أعلى سلطة في الدين البهائي

### بقلم بهاءالله
قائمة كتابات بهاءالله
- رسالة إلى ابن الذئب – آخر عمل رئيسي لبهاءالله، كتب قبل وفاته بفترة وجيزة في عام 1892
- الوديان الأربعة – رسالة صوفية مكتوبة باللغة الفارسية
- جواهر الأسرار الإلهية – رسالة طويلة باللغة العربية
- مقتطفات من كتابات حضرة بهاء الله – مجموعة من كتابات حضرة بهاء الله اختارها حضرة شوقي أفندي
- الكتاب الأقدس – وهو كتاب مركزي في الدين البهائي يحدد القوانين البهائية
- كتاب الإيقان – العمل اللاهوتي الأساسي للدين البهائي
- كلمات خفية – مجموعة من الأبيات الشعرية القصيرة، 71 باللغة العربية و82 باللغة الفارسية
- الوديان السبعة – رسالة صوفية مكتوبة باللغة الفارسية
- استدعاء رب الجنود – مجموعة من كتابات بهاءالله التي كُتبت لملوك وحكام العالم
- خيمة الوحدة – مجموعة من كتابات بهاءالله نُشرت لأول مرة في يوليو 2006
- ألواح بهاء الله التي نزلت بعد الكتاب الأقدس – مجموعة من كتابات بهاء الله من أواخر حياته والتي نُشرت معًا منذ عام 1978

### بقلم عبد البهاء
- محادثات باريس – كتاب منقول من المحادثات التي ألقاها عبد البهاء أثناء وجوده في باريس
- سر الحضارة الإلهية – كتاب كتبه عبد البهاء سنة 1875، موجهًا إلى حكام وشعب بلاد فارس
- بعض الأسئلة المُجابة – يحتوي على أسئلة طرحتها لورا كليفورد بارني (بين عامي 1904 و1906) وإجابات عبد البهاء
- ألواح الخطة الإلهية – 14 رسالة (ألواح) كتبها عبد البهاء بين سبتمبر 1916 ومارس 1917 للبهائيين في الولايات المتحدة وكندا
- لوح للدكتور فوريل – رسالة من عبد البهاء، كُتبت ردًا على أسئلة طرحها أوغست هنري فوريل، وهو عالم سويسري في علم الأعصاب وعلم التشريح وعلم النفس
- لوح إلى لاهاي – رسالة كتبها عبد البهاء إلى المنظمة المركزية للسلام الدائم في لاهاي، هولندا، في 17 ديسمبر 1919
- وصية عبد البهاء – وثيقة أساسية كتبها عبد البهاء على ثلاث مراحل

### بقلم شوقي أفندي
- ظهور العدالة الإلهية – رسالة إلى البهائيين في الولايات المتحدة وكندا، بتاريخ 25 ديسمبر 1938
- يمر الله – سرد للقرن الأول من تاريخ البهائية (بدءًا من إعلان الباب في عام 1844)
- لقد جاء اليوم الموعود – رسالة بحجم كتاب كتبت للبهائيين في العالم الغربي، بتاريخ 1941

### من قبل بيت العدل الأعظم
- وعد السلام العالمي

## المنظمات

### الإدارة البهائية
الإدارة البهائية
- المجلس البهائي الدولي – السلف لبيت العدل الأعظم الذي كان موجودًا من عام 1951 إلى عام 1963
- بيت العدل الأعظم – المؤسسة الحاكمة العليا للدين البهائي، انتخب لأول مرة في عام 1963
- المجالس الروحية – مصطلح أطلقه عبد البهاء للإشارة إلى المجالس المنتخبة التي تحكم الدين البهائي
- مؤسسة المستشارين
  - مركز التدريس الدولي
- المجتمع البهائي الدولي

### منظمات بهائية أخرى
- رابطة البهائيين الإسبرانتو
- مدرسة بهائية
  - المعهد البهائي للتعليم العالي
  - مدرسة باناني الثانوية الدولية
  - مدرسة تاونسند الدولية
  - مدرسة الأمم (ماكاو)
  - مدرسة العصر الجديد الثانوية
  - معهد بارلي لتنمية المرأة الريفية
- مؤسسة فونداك
- معهد روحي

## الأماكن
- سياه تشال
- حديقة الرضوان، بغداد
- بيت الباب
- المركز البهائي العالمي
  - مباني المركز البهائي العالمي
    - مرقد الباب
    - مرقد بهاءالله
      - القبلة – هي النقطة التي يتوجه إليها البهائيون أثناء صلواتهم اليومية المفروضة

    - مرقد عبد البهاء

  - المدرجات (البهائية)
- بيت العبادة البهائي – مكان عبادة للدين البهائي، والمعروف أيضًا باسم معبد البهائي
  - قائمة دور العبادة البهائية
    - معبد اللوتس
    - بيت العبادة البهائي (ويلميت، إلينوي)
    - معبد سيدني البهائي
    - معبد سانتياغو البهائي
- حضرة القدس – مركز إداري بهائي يستخدم غالبًا للتجمعات البهائية، والمعروف أيضًا باسم المركز البهائي

## تقويم
التقويم البهائي
- قائمة الاحتفالات التي حددها التقويم البهائي
  - الأعياد البهائية
    - النوروز البهائي
    - رضوان
    - أعياد ميلاد توأم مقدسة
      - ميلاد بهاءالله

    - يوم العهد (البهائي)

  - أيام ها

## مواضيع أخرى
- الله أبها
- الإيمان البهائي في الخيال
- الكتابة البهائية
- الدراسات البهائية
  - مراجعة بهائية
  - مراجعة الدراسات البهائية
- الرموز البهائية
- نقد الدين البهائي
  - الاعتراضات السياسية على الدين البهائي
- يوم الدين العالمي